# Pulau Kekeh Besar
Pulau Kekeh Besar är en ö i Indonesien.   Den ligger i provinsen Moluckerna, i den östra delen av landet, 2 600 km öster om huvudstaden Jakarta. Arean är 0,38 kvadratkilometer.
Terrängen på Pulau Kekeh Besar är kuperad. Den sträcker sig 1,0 kilometer i nord-sydlig riktning, och 0,7 kilometer i öst-västlig riktning.